# Бехтеган
Бехтега́н (перс. بختگان‎), также Нейри́з — солёное озеро в провинции Фарс на юге Ирана, в шахрестане Нейриз, расположенное к юго-востоку от города Нейриз и около 80 км к востоку от Шираза. Озеро расположено в аллювиальной котловине около Загроса и имеет поверхность 1500 км², глубину 1,1 м и объём 1,65 км³, но эти показатели могут серьёзно колебаться в зависимости от времени года и засух, из-за которых иногда полностью пересыхает. Высота над уровнем моря озера составляет 1525 м, а водою оно наполняется прежде всего с помощью реки Кур (Кор) и источника Сахлябад. В районе Бехтегана и Ташка обитает множество растений и животных, поэтому 23 июня 1975 года он провозглашён рамсарским регионом и заповедником дикой природы.

## География

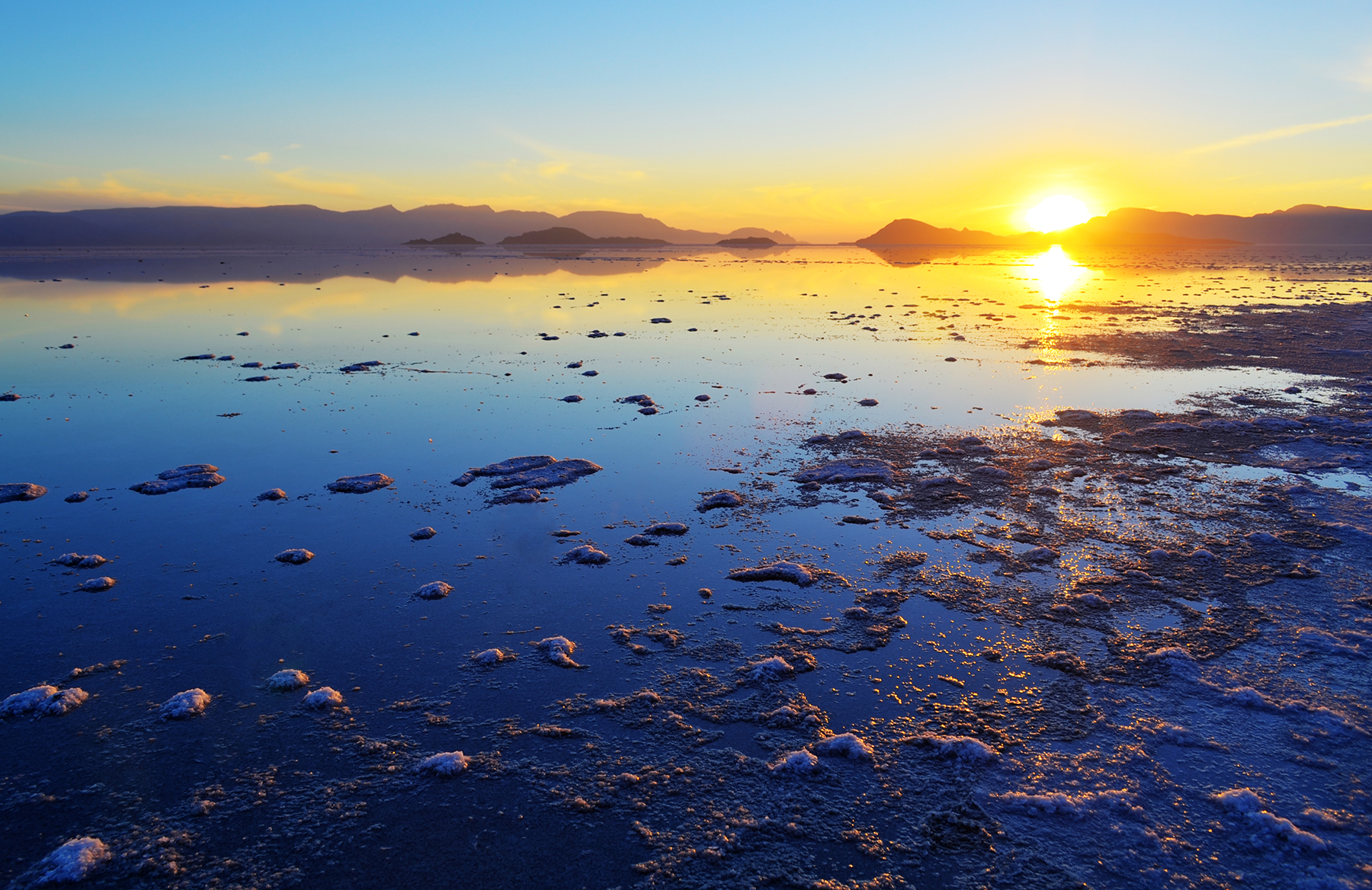
Вид на озеро Бехтеган

Бехтеган располагается в юго-восточной части Загроса, точнее в тектонической котловине, которая в соответствии с горной цепью простирается с северо-запада на юго-восток и тектонически оформлена в течение мезозоя. Ограничена она горами Кух-е Хан (3190 м) и Кух-е Шир-Хван на севере, Кух-е Хане-Кет (2972 м), Кух-е-Мелли-Бахар (2507 м) и Кух-е Хани (2527 м) на западе, Кух-е-Пандж-Ангощт (2810 м) и Кух-е-Галу-Бакаль (3408 м) на юге, и Кух-е-Хорасани (2592 м), Кух-е-Сар-Сефид (2970 м), Кух-е-Чекав (2322 м) и Раушан-Кух (3248 м) на востоке. Высота Бехтегана над уровнем моря равна высоте Ташка и составляет 1525 м.
Форма озера — вытянутая, и простирается параллельно с окрестными горами в длину на 80 км, а ширина его колеблется от 12 км в северной и 3,5 км в средней до 21 км в южной части. Площадь Бехтегана как самостоятельного озера колеблется до 1500 км², но за время дождливых зим иногда дельтой Кура на северо-западе или восточными равнинами соединяется с Ташком, и вместе они составляют так называемое озеро Нейриз площадью до 1810 км². Между Бехтеганом и Ташком находится гора Пичакун (2447 м), которая во время высокого уровня воды, при котором они соединяются, становится островом, чья приблизительная площадь равна 400 км², а современные постоянные острова в Бехтегане включают Али-Юсеф (1,9 км²), Чах-Бише (0,1 км²), Хане-йе Сиях (0,3 км²) и Манак-е Аби (9,4 км²). Равнины около двух озёр представляют собою одни из самых старых сельскохозяйственных угодий света. Самый старый и самый большой населённый пункт около Бехтегана — город Нейриз, который имеет постоянное население со времен Буидов (X—XI вв.). Остальные прибрежные населённые пункты включают в себя: Кале-Бахман, Танг-е Хана, Бастарм, Хане-Кет, Кащм-Кави, Сахлябад, Дастджерд, Банаван, Мобаракябад, Мухамедабад, Хаджиаибад, Насерабад и Алиабад.

## Гидрология
В результате строительства Сивендской плотины на главном притоке Кура Сивенде в 2000-х гг. дошло до значительного сокращения истока, а значит, и снижения уровня воды в двух озёрах. Рост количества населения и экономическое развитие способствовали и другим губительным тенденциям для озера — количество колодцев возросло с 5000 до 20 000, площадь сельскохозяйственных угодий — с 223 000 до 580 000 гектаров, и расход воды — с 1,59 до 4,0 млрд м³.

## Флора и фауна
Около речной дельты Кура с прилегающими болотами на северном берегу и около южного источника Сахлябад присутствуют осоковые, тростники, лебеда и разные травы. В степном районе между двумя озёрами и на их островах доминируют миндальные и фисташковые деревья. Раки и веслоногие ракообразные достаточно сильно распространены, а их концентрация в существенной степени определяется уровнем солености, а ракообразные и нематоды представляют фауны дна озера.
В районе, непосредственно прилегающему к Бехтегану и Ташку, зарегистрировано по крайней мере 220 видов птиц. Зимою туда перелетают птицы из России — сибирских степей. Среди них преобладают журавли, голуби, а особенно — утки и розовые фламинго, которых зимою набираются и десятки тысяч. Другие распространённые виды птиц включают белых аистов, караваек, серых гусей, пеганок и серых журавлей. Кудрявый пеликан и мраморный чирок — также частые гости на Бехтегане, особенно когда вода достигает наивысшего уровня. Большое количество водоплавающих посещает озеро во время перелётов птиц. В летние месяцы иногда появляются чёрный аист и пустынный сокол, а зимой — большой подорлик, орёл-могильник и орлан-белохвост.
На берегах Бехтегана постоянно обитают много видов млекопитающих — серый волк, обыкновенный шакал, рыжая лисица, бурый медведь, полосатая гиена, каракал, камышовый кот, леопард, кабан, джейран, дикая коза и дикая овца.